# Stefán Rafn Sigurmannsson
Stefán Rafn Sigurmannsson (Hafnarfjörður, 19 de mayo de 1990) es un jugador de balonmano islandés que juega como extremo izquierdo en el Haukar Handball. Es internacional con la selección de balonmano de Islandia.
Jugando en el Rhein-Neckar Löwen logró la Bundesliga de balonmano 2015-16, la primera en la historia del club alemán.

## Palmarés

### Rhein-Neckar Löwen
- Copa EHF (1): 2013
- Liga de Alemania de  balonmano (1): 2016

### Aalborg
- Liga danesa de balonmano (1): 2017

### Pick Szeged
- Liga húngara de balonmano (2): 2018, 2021
- Copa de Hungría de balonmano (1): 2019

## Clubes
- Haukar HB ( -2012)
- Rhein-Neckar Löwen (2012-2016)
- Aalborg HB (2016-2017)
- SC Pick Szeged (2017-2021)
- Haukar Handball (2021- )